# 訃報 1993年5月
訃報 1993年5月（ふほう 1993ねん5がつ）では、1993年（平成5年）5月中に物故した、又は物故が報じられた人物についてまとめる。

## （1日 - 15日）

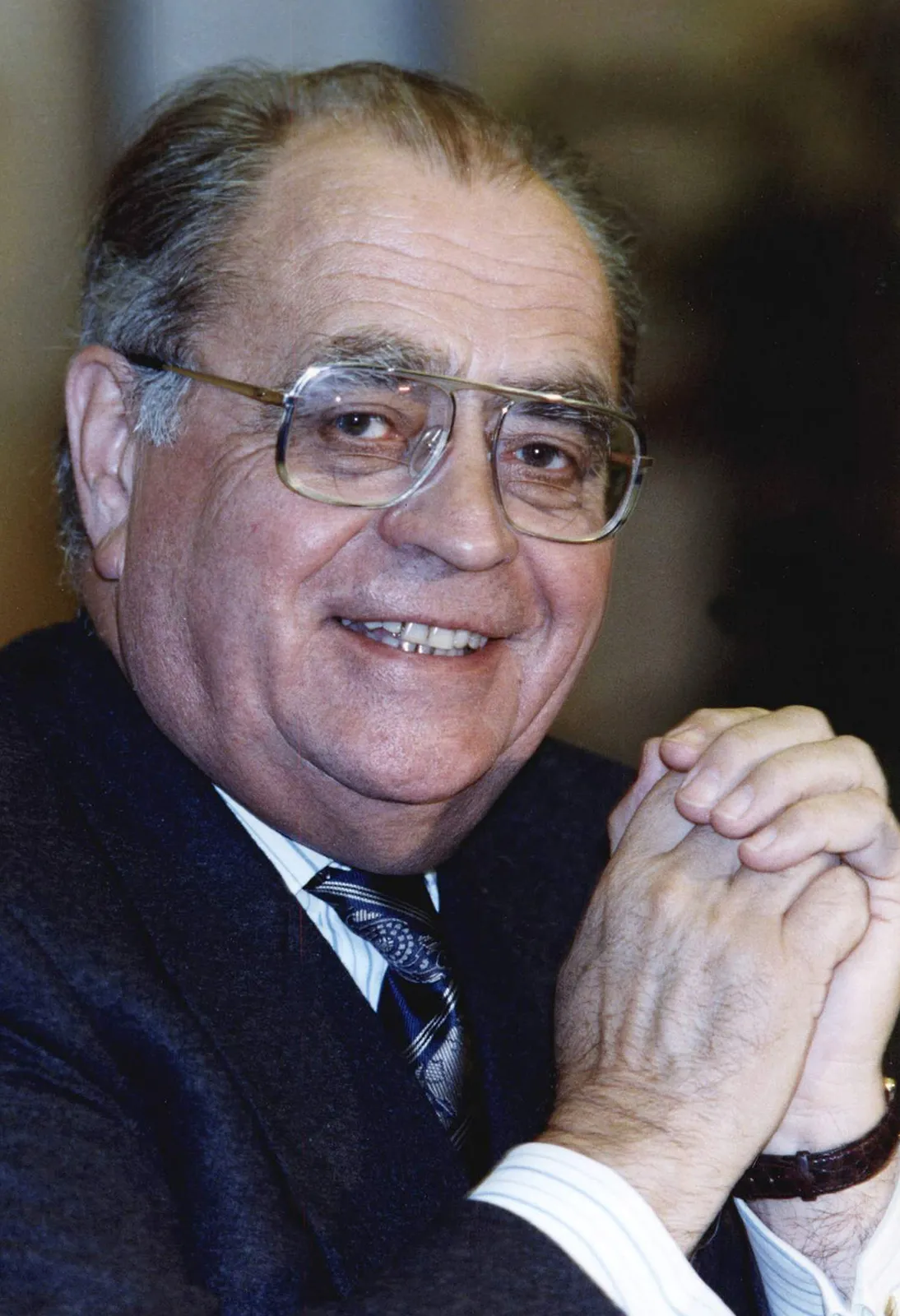
ピエール・ベレゴヴォワ / 5月1日没

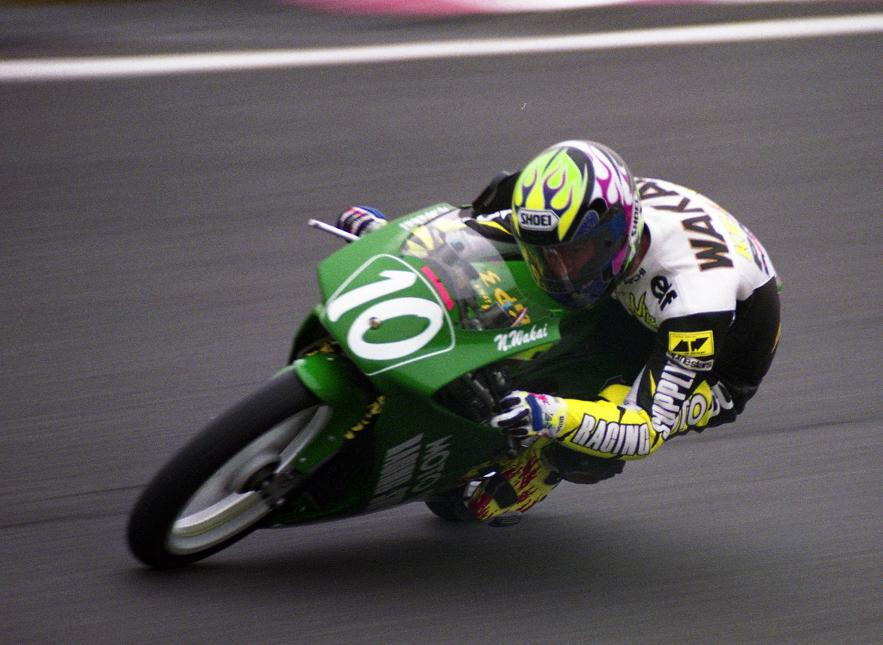
若井伸之 / 5月1日没

- 5月1日 - ピエール・ベレゴヴォワ、元フランス首相（* 1925年）
- 5月1日 - 若井伸之、オートバイレーサー（* 1967年）
- 5月10日 - 長谷川治、プロ野球選手（* 1916年）
- 5月14日 - 田代喜久雄、テレビ朝日代表取締役相談役（* 1917年）
- 5月15日 - 中村金雄、プロボクサー（* 1909年）

## （16日 - 31日）

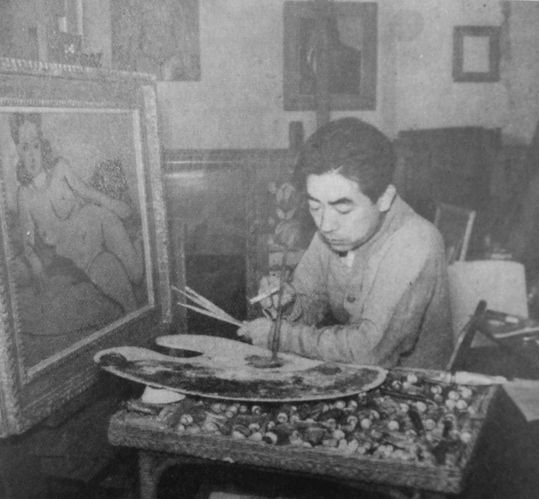
猪熊弦一郎 / 5月17日没

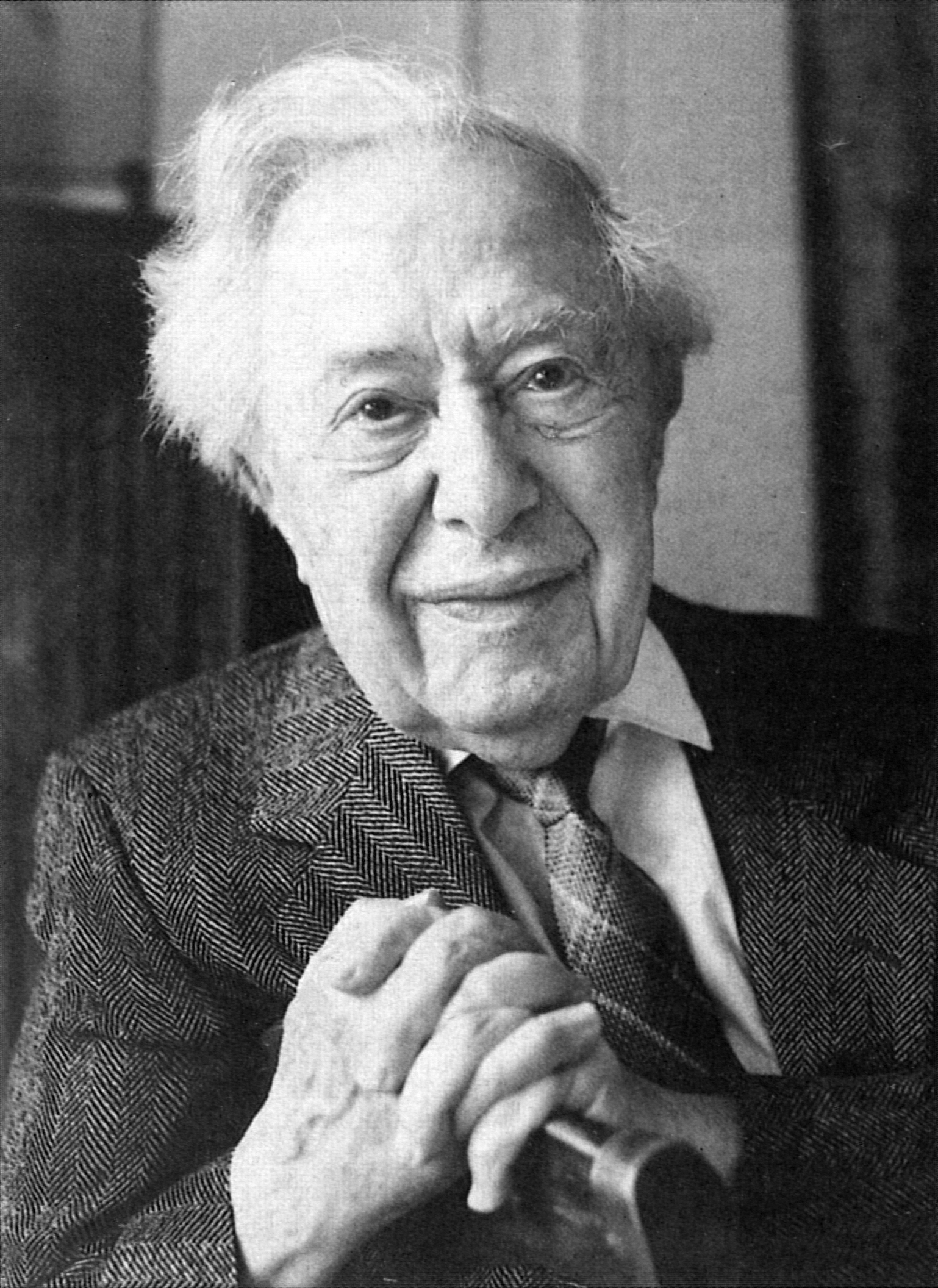
ミェチスワフ・ホルショフスキ / 5月22日没

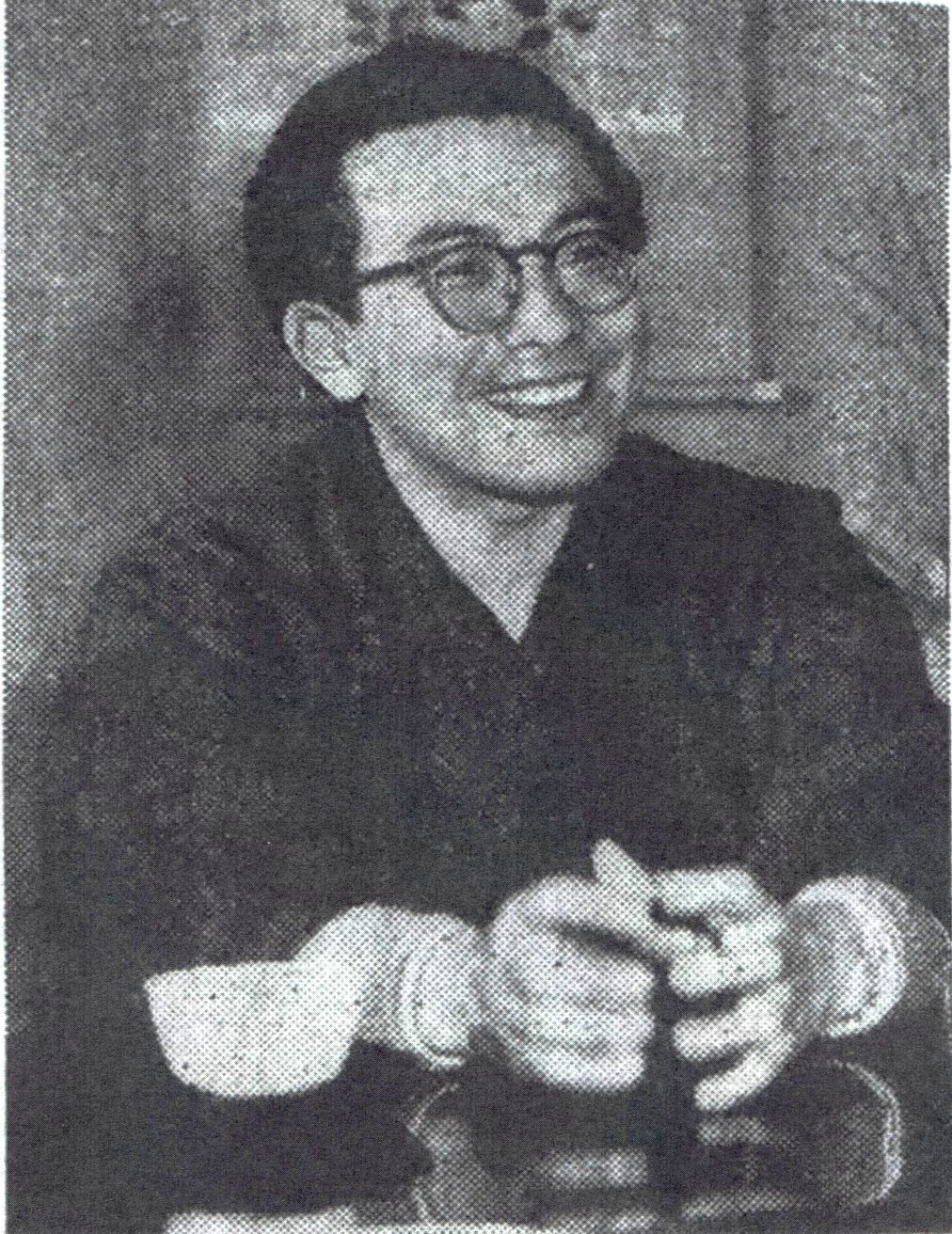
西条凡児 / 5月31日没

- 5月17日 - 猪熊弦一郎、画家（* 1902年）
- 5月22日 - ミェチスワフ・ホルショフスキ、ピアニスト（* 1892年）
- 5月27日 - 武田百合子、随筆家（* 1925年）
- 5月29日 - 戸山為夫、騎手（* 1932年）
- 5月31日 - ドン・B・テータム、ウォルト・ディズニー・カンパニー名誉理事（* 1913年）
- 5月31日 - 西条凡児、漫談家・司会者（* 1914年）